# Engrenage hypoïde

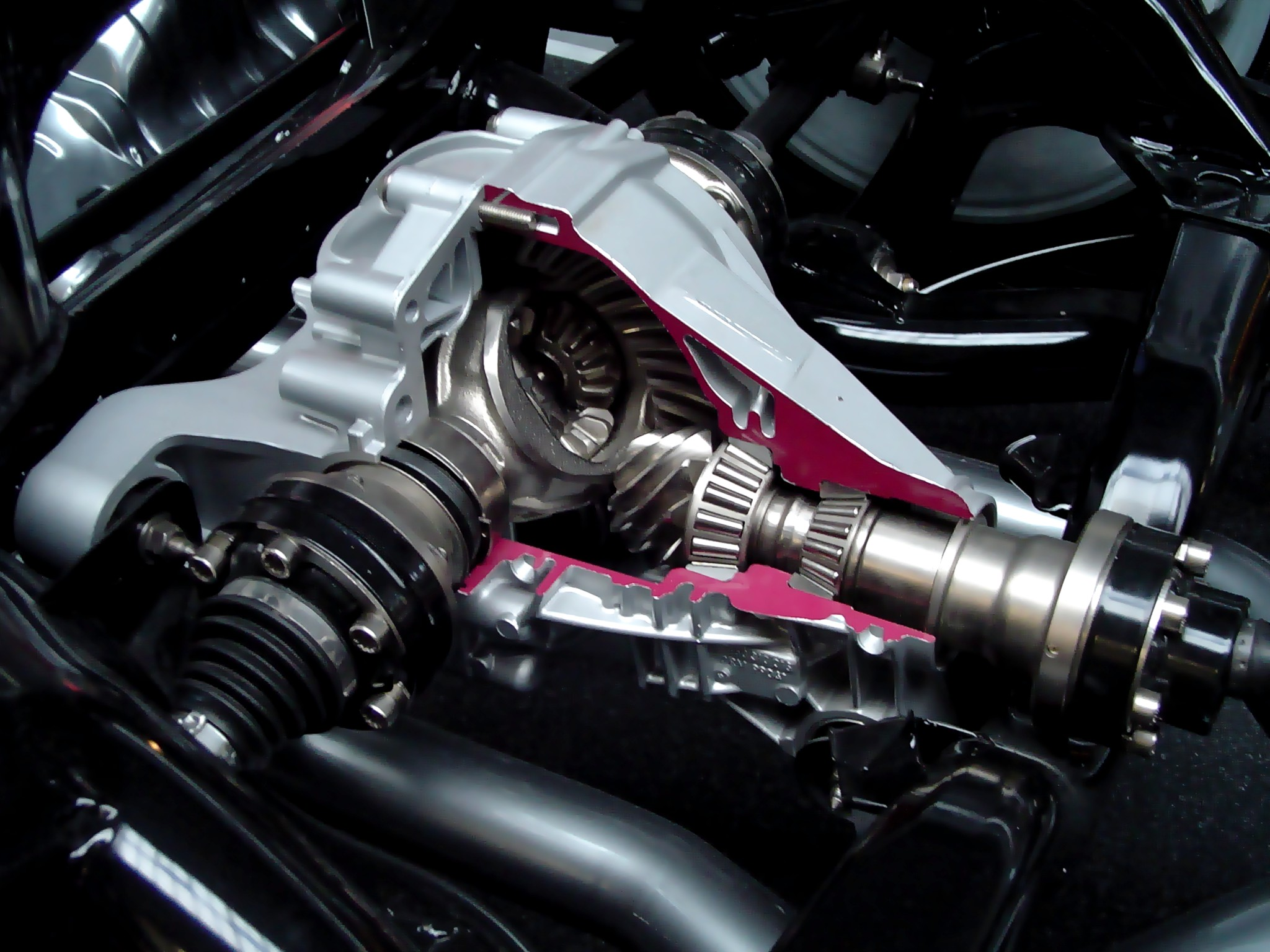
Engrenage hypoïde dans un différentiel

Les engrenages hypoïdes sont à mi-chemin entre les vis sans fin et les engrenages coniques. Ils font partie des engrenages gauches (comme les vis sans fin) car les axes des deux roues ne sont ni concourants ni parallèles,.
L'engrenage hypoïde fait partie des engrenages hélicoïdaux. L'hélice du pignon et celle de la couronne doivent donc être de sens contraire pour pouvoir engrener.
Ce type d'engrenage est principalement utilisé dans l'automobile pour la transmission au niveau du différentiel dans le cas des véhicules à propulsion.

## Avantages
Ils permettent d'avoir un renvoi d'angle ainsi qu'un rapport de réduction plus grand que les engrenages coniques. Le contact entre les dents est encore plus silencieux que les engrenages hélicoïdaux car la surface de contact entre les dents est plus importante, ce qui permet également d'augmenter le couple transmissible.
Le couple hypoïde permet également un déport vers le bas de l'arbre de transmission, libérant ainsi de l'espace pour le tunnel de transmission.

## Inconvénients
Il y a un glissement entre les dents des deux roues, une lubrification spéciale est nécessaire à cause de la grande pression de contact. 
En général, l'huile de transmission recommandée répond à la norme API GL-5. Celle-ci contient plus d'additifs "EP" (extrême pression) qu'une huile GL-4.
Le montage doit être fait avec une grande précision pour éviter la détérioration et la diminution de la durée de vie de l'engrenage.